# Eupithecia egenaria
Eupithecia egenaria, llamado también polilla del tilo por el arbusto del que se alimenta, es una especie de polilla de la familia Geometridae. En países de habla inglesa se usa el vernáculo polilla de Fletcher, en referencia a Steve Flethcer del museo de historia natural británico. La especie fue descrita por primera vez por Gottlieb August Wilhelm Herrich-Schäffer habiendo sido descrita en 1870, con una amplia distribución en Europa.

## Descripción
Es una polilla pequeña con una envergadura de las alas de 21 a 24 milímetros (0,8 a 0,9 plg). Los palpos, la frente y el vértice también son griz claro. El color básico de todas las alas varía del gris claro al gris pardo claro. Los ejemplares recién nacidos tienen un brillo sedoso. Son típicas de la especie las dobles líneas transversales que bordean la región discal en la parte superior del ala anterior a ambos lados. Cuenta con una mancha discoide negra alargada que es apenas distinguible. La región posdiscal se forma como una banda de color blanco grisáceo. La línea ondulada es blanca, los flecos son grises y no tienen manchas. Se diferencia de otras especies en que el campo medio de las alas superiores, en lugar de estar bordeado por simples líneas transversales, está rodeado por dos líneas oscuras paralelas tanto en el campo marginal como en el de las raíces. Hay una generación por año con adultos volando de mayo a junio. 

### Oruga
Las orugas adultas son lisas y alargadas. Son de color amarillo verdoso a verde claro y casi sin rasgos distintivos. Las orugas se alimentan de especies de Tilia, por lo que es un insecto característico de los rodales densos de estos arbustos, como avenidas y parques de que la contienen. También ocurre en el medio de las áreas metropolitanas.

## Distribución
La distribución de la especie se extiende al oeste desde la península ibérica y Francia, incluidas las islas británicas, y más al este a través de Europa central hasta los Montes Urales. En el norte, la distribución se extiende hasta el sur de Fenoscandia, en el sur hasta el borde sur de los Alpes y en el sureste a través de Bulgaria y Ucrania hasta el Cáucaso y Armenia. Lya población en ciertos espacios y hábitats parece estar recuperándose o posiblemente siendo reforzada por individuos inmigrantes continentales.

## Estilo de vida
Son polillas crepusculares y nocturnas que vuelan en una generación entre los meses de mayo y junio. Dependiendo del desarrollo de las flores de tilo, pueden producirse tiempos de vuelo ligeramente diferentes. Rara vez visitan fuentes de luz artificial. Las orugas, que viven en junio a agosto, se alimentan de los pistilos y estambres del tilo de verano (Tilia platyphyllos), rara vez de los pétalos de las flores, y nunca de las hojas. A veces también se toman como alimento las yemas del tilo de invierno (Tilia cordata). La especie hiberna en la etapa de pupa en hojarasca o tierra suelta.